# Miltiades de Jongere
Miltiades de Jongere (Grieks: Μιλτιάδης ὁ νεώτερος) was een Atheens staatsman en veldheer die leefde van ca. 550 v.Chr. tot 489 v.Chr.
Miltiades was van hoogadellijke afkomst. Wegens een Perzische invasie in Thracië, werd hij ± 524 v.Chr. door de tiran Hippias naar Thracië gezonden, waar zijn gelijknamige oom reeds ± 555 v.Chr. een Atheens vazalstaatje had gesticht. Hier regeerde Miltiades als vorst. In 514 moest hij zich met erg veel tegenzin aan de Perzische koning Darius onderwerpen. Hij bevrijdde echter de eilanden Limnos en Imbros van de Perzische heerschappij en schonk ze aan Athene, dat er militaire kolonies vestigde. Ook begon hij de Ionische steden aan te zetten tot opstand tegen de Perzische overheersing.
Na de mislukking van de Ionische Opstand, en uit vrees voor de represailles, vluchtte Miltiades in 494 v.Chr. naar Athene, waar (onder meer door Pericles' vader Xanthippus) een aanklacht tegen hem werd ingediend wegens tiranniek bewind in Thracië. Voor de rechtbank wist hij zich echter vrij te pleiten.
In 490 werd hij tot strategos verkozen, om zijn anti-Perzische gezindheid en zijn bekendheid met de Perzische militaire tactiek. In deze functie behaalde hij de beroemde overwinning op het Perzische invasieleger in de Slag bij Marathon.
Een jaar later leidde Miltiades een strafexpeditie tegen de eilandstaten in de Egeïsche Zee, die de zijde van Perzië hadden gekozen. Hij slaagde er echter niet in Paros in te nemen en raakte bij de belegering ernstig gewond. Bij zijn terugkeer in Athene kreeg hij de schuld voor het falen van de expeditie, en werd hij veroordeeld tot een ruïneuze geldboete om de kosten van de onderneming te vergoeden. Kort daarop overleed de held van Marathon in ellendige omstandigheden. Na zijn dood betaalde zijn zoon Kimon II de boete.
- Biblioteca Nacional de España: XX5676422
- Gemeinsame Normdatei: 118733990
- Nationale Bibliotheek van Israël: 987010635635905171
- Nationale Bibliotheek van Polen: a0000002763203
- Nederlandse Thesaurus van Auteursnamen: 075085208
- Virtual International Authority File: 5726105
- WorldCat: E39PCjFDV84WxMQY8HrHrgXgqP